# آزی-له-فرون
آزی-له-فرون (به فرانسوی: Azay-le-Ferron) یک کمون در فرانسه است که در اندر واقع شده‌است. آزی-له-فرون ۶۰٫۹۵ کیلومتر مربع مساحت و ۹۳۴ نفر جمعیت دارد و ۱۰۲ متر بالاتر از سطح دریا واقع شده‌است.